# Street masculin aux Jeux olympiques d'été de 2020
Cet article traite de l'épreuve masculine. Pour la compétition féminine, voir Street féminin aux Jeux olympiques d'été de 2020.
Pour des articles plus généraux, voir Jeux olympiques d'été de 2020 et Skateboard aux Jeux olympiques.
Navigation
Paris 2024
L'épreuve masculine de street en skateboard aux Jeux olympiques d'été de 2020 à Tokyo a lieu le 25 juillet 2021, au Parc de sports urbains d'Ariake.

## Médaillés
| Or            | Argent         | Bronze       |
| Yuto Horigome | Kelvin Hoefler | Jagger Eaton |

## Format de la compétition
Les skateurs disputent un tour de qualification à l'issue duquel les 8 meilleurs se qualifient pour la finale.
Ils effectuent chacun 2 runs de 45 secondes puis cinq « best tricks », où le skateur doit réaliser une seule figure, seuls les quatre meilleurs scores des sept passages sont retenus.

## Programme
L'épreuve masculine de street se déroule sur une journée selon le programme suivant :
Tous les horaires correspondent à l'UTC+9
| Date                     | Horaire | Manche         |
| ------------------------ | ------- | -------------- |
| Dimanche 25 juillet 2021 | 09 h 00 | Qualifications |
| Dimanche 25 juillet 2021 | 12 h 25 | Finale         |

## Résultats

### Qualifications
Les huit premiers se qualifient pour la finale.
| Rang | Série | Skateur             | Nation         | Run  | Run  | Trick | Trick | Trick | Trick | Trick | Total |
| Rang | Série | Skateur             | Nation         | 1    | 2    | 1     | 2     | 3     | 4     | 5     | Total |
| ---- | ----- | ------------------- | -------------- | ---- | ---- | ----- | ----- | ----- | ----- | ----- | ----- |
| 1    | 3     | Aurélien Giraud     | France         | 9.00 | 8.85 | 8.63  | 0.00  | 8.94  | 9.09  | 0.00  | 35.88 |
| 2    | 1     | Jagger Eaton        | États-Unis     | 8.58 | 8.52 | 0.00  | 7.95  | 8.63  | 0.00  | 9.34  | 35.07 |
| 3    | 3     | Nyjah Huston        | États-Unis     | 7.52 | 8.12 | 0.00  | 0.00  | 8.66  | 9.13  | 8.96  | 34.87 |
| 4    | 2     | Kelvin Hoefler      | Brésil         | 7.43 | 8.15 | 8.81  | 0.00  | 0.00  | 9.23  | 8.50  | 34.69 |
| 5    | 1     | Vincent Milou       | France         | 7.15 | 8.25 | 9.11  | 8.27  | 8.74  | 0.00  | 0.00  | 34.36 |
| 6    | 2     | Yuto Horigome       | Japon          | 8.41 | 7.58 | 8.76  | 9.00  | 5.55  | 0.00  | 0.00  | 33.75 |
| 7    | 4     | Angelo Caro Narvaez | Pérou          | 1.01 | 6.96 | 0.00  | 8.99  | 8.60  | 8.38  | 0.00  | 32.93 |
| 8    | 4     | Gustavo Ribeiro     | Portugal       | 7.39 | 7.50 | 8.45  | 8.19  | 0.00  | 8.52  | 0.00  | 32.66 |
| 9    | 2     | Sora Shirai         | Japon          | 7.99 | 6.72 | 7.54  | 7.42  | 8.57  | 0.00  | 0.00  | 31.52 |
| 10   | 1     | Micky Papa          | Canada         | 6.66 | 5.50 | 9.01  | 0.00  | 0.00  | 0.00  | 9.22  | 30.39 |
| 11   | 2     | Jake Ilardi         | États-Unis     | 6.85 | 6.75 | 8.02  | 0.00  | 0.00  | 7.41  | 0.00  | 29.03 |
| 12   | 4     | Giovanni Vianna     | Brésil         | 7.22 | 7.10 | 0.00  | 7.57  | 0.00  | 6.26  | 0.00  | 28.15 |
| 13   | 4     | Axel Cruysberghs    | Belgique       | 6.52 | 7.00 | 0.00  | 5.15  | 0.00  | 0.00  | 6.14  | 24.81 |
| 14   | 1     | Felipe Gustavo      | Brésil         | 8.49 | 7.24 | 0.00  | 0.00  | 0.00  | 0.00  | 9.02  | 24.75 |
| 15   | 1     | Luis Gonzales Ortiz | Colombie       | 4.92 | 5.22 | 7.43  | 6.00  | 0.00  | 0.00  | 0.00  | 23.57 |
| 16   | 2     | Shane O'Neill       | Australie      | 4.66 | 6.23 | 8.63  | 0.00  | 0.00  | 0.00  | 0.00  | 19.52 |
| 17   | 4     | Yukito Aoki         | Japon          | 5.32 | 5.69 | 7.59  | 0.00  | 0.00  | 0.00  | 0.00  | 18.60 |
| 18   | 3     | Brandon Valjalo     | Afrique du Sud | 3.18 | 1.24 | 0.00  | 5.42  | 6.57  | 0.00  | 0.00  | 16.41 |
| 19   | 3     | Manny Santiago      | Porto Rico     | 2.21 | 3.24 | 0.00  | 0.00  | 0.00  | 0.00  | 0.00  | 5.45  |
| 20   | 3     | Matt Berger         | Canada         | 2.01 | 2.01 | 0.00  | 0.00  | 0.00  | 0.00  | 0.00  | 4.02  |

### Finale
Yuto Horigome remporte l'épreuve du street masculin.
| Rang | Skateur             | Nation     | Run  | Run  | Trick | Trick | Trick | Trick | Trick | Total |
| Rang | Skateur             | Nation     | 1    | 2    | 1     | 2     | 3     | 4     | 5     | Total |
| ---- | ------------------- | ---------- | ---- | ---- | ----- | ----- | ----- | ----- | ----- | ----- |
| 1    | Yuto Horigome       | Japon      | 8.02 | 6.77 | 9.03  | 0.00  | 9.35  | 9.50  | 9.30  | 37.18 |
| 2    | Kelvin Hoefler      | Brésil     | 8.98 | 8.84 | 8.99  | 0.00  | 0.00  | 7.58  | 9.34  | 36.15 |
| 3    | Jagger Eaton        | États-Unis | 8.20 | 9.05 | 0.00  | 8.70  | 9.40  | 0.00  | 0.00  | 35.35 |
| 4    | Vincent Milou       | France     | 7.87 | 5.54 | 9.23  | 0.00  | 8.34  | 0.00  | 8.70  | 34.14 |
| 5    | Angelo Caro Narvaez | Pérou      | 7.01 | 6.89 | 9.00  | 0.00  | 0.00  | 8.65  | 8.21  | 32.87 |
| 6    | Aurélien Giraud     | France     | 4.21 | 7.20 | 8.68  | 0.00  | 9.00  | 0.00  | 0.00  | 29.09 |
| 7    | Nyjah Huston        | États-Unis | 7.90 | 9.11 | 9.09  | 0.00  | 0.00  | 0.00  | 0.00  | 26.10 |
| 8    | Gustavo Ribeiro     | Portugal   | 7.23 | 5.82 | 0.00  | 0.00  | 0.00  | 0.00  | 2.00  | 15.05 |